# Mapy tematów
Mapy tematów (ang. topic maps) – standard reprezentacji wiedzy, z naciskiem na umożliwienie odnajdywania informacji. Formalnie standard map tematów określony jest przez normę ISO/IEC 13250:2003.
Mapa reprezentuje informacje za pomocą tematów ("topic" - reprezentacja pojęcia, takiego jak osoba, państwo, organizacja, moduł oprogramowania, plik, wydarzenie itp.), powiązań ("association" - relacja pomiędzy tematami) i zaistnień ("occurence" - zasób informacji związanych z konkretnym tematem).
W szerszym rozumieniu Mapy tematów traktowane mogą być jako forma reprezentacji Sieci semantycznej i prowadzone są pracę w celu zapewnienia interoperacyjności ze standardami W3C takimi jak RDF czy OWL.
Mapy tematów mogą być także postrzegane jako zestandaryzowana forma map myśli.